# Hiram Stevens Maxim
Sir Hiram Stevens Maxim (5. února 1840 – 24. listopadu 1916) byl americko-britský vynálezce prvního plně automatického kulometu a pastičky na myši.

## Život
Narodil se v Sangerville ve státě Maine do rodiny původem francouzských hughuenotů, rád se označoval jako protestant. Ve 14 letech nastoupil do učení ke karosáři a o deset let později nastoupil do práce ve strojírnách svého strýce Leviho Stephense ve Fitchburgu ve státě  Massachusetts. Následně pracoval jako nástrojař a kreslič technických výkresů.
V roce 1881 emigroval do Velké Británie. V roce 1883 sestrojil kulomet využívající k vratnému pohybu hlavně k nabíjení, vyhazování prázdných nábojnic a podávání nových nábojů zpětný ráz. V roce 1885 Maxim svůj kulomet zdokonalil a k jeho pohonu využil zákluzu hlavně.
V roce 1899 získal britské občanství a o dva roky později ho královna Viktorie povýšila do šlechtického stavu.  Příčinou emigrace do Velké Británie byly mimo jiné patentové spory s Edisonem o prvenství vynálezu elektrické žárovky (většinu jich totiž v USA prohrál).
Maxim dlouhá léta trpěl bronchitidou, vyrobil si a dal patentovat kapesní mentolový inhalátor a větší parní inhalátor, zvaný Dýmka míru („Pipe of Peace“) využívající borové výpary. O těchto přístrojích tvrdil, že mohou zmírnit astma, tinnitus, sennou rýmu a katar. Když byl kritizován za mrhání svým talentem na šarlatánství, protestoval, že za chvályhodné se považuje vynalézt stroj na zabíjení a za ostudu vymýšlet přístroj, který by zabránil lidskému utrpení.
Zemřel v Londýně v 76 letech krátce poté, co zemřela jeho druhá manželka Sarah Haynes. Oba jsou pohřbeni na londýnském hřbitově West Norwood Cemetery. 

## Patenty
Hiram Maxim je autorem celé řady vynálezů. Obdržel 271 patentů v oblasti zbraní, elektrotechniky, motorových vozidel, výroby žárovek a žárovkových vláken a v dalších oborech, například medicíny. Neúspěšně se věnoval konstrukci letadel, z těchto experimentů zůstala jen oblíbený pouťový kolotoč Maximovy létací stroje.

### Vymyslel, mimo jiné
- elektroměr
- kulomet a jiné vynálezy v oblasti střelných zbraní
- nejméně jednu konstrukci vzduchovky
- několik patentů na výbušné a elektrické motory
- několik patentů na motorová a elektrická vozidla
- elektrický kolotoč s letadly
- kapesní mentolový inhalátor a větší parní inhalátor pro léčbu astmatu
- automatický hasicí přístroj a signalizace požáru pro továrny
- elektrická kulma na úpravu vlasů
- několik konstrukcí pastí na myši, které se používají dodnes
- žárovku (možná)

## Rodina
- Bratr Hudson Maxim (5. února 1853 – 6. května 1927) byl rovněž vynálezcem. Zabýval se hlavně chemií a výbušninami a je spolutvůrcem bezdýmého střelného prachu.
- Syn Hiram Percy Maxim (2. září 1869 – 17. února 1936), byl spoluzakladatelem americké radioamatérské ligy - American Radio Relay League (ARRL) a vynálezcem tlumiče hluku výstřelu, který se později uplatnil (po úpravě) jako tlumič výfuku automobilů.

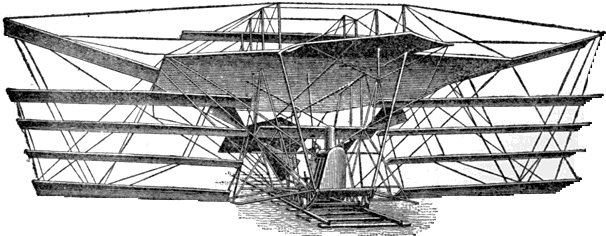
Návrh letounu
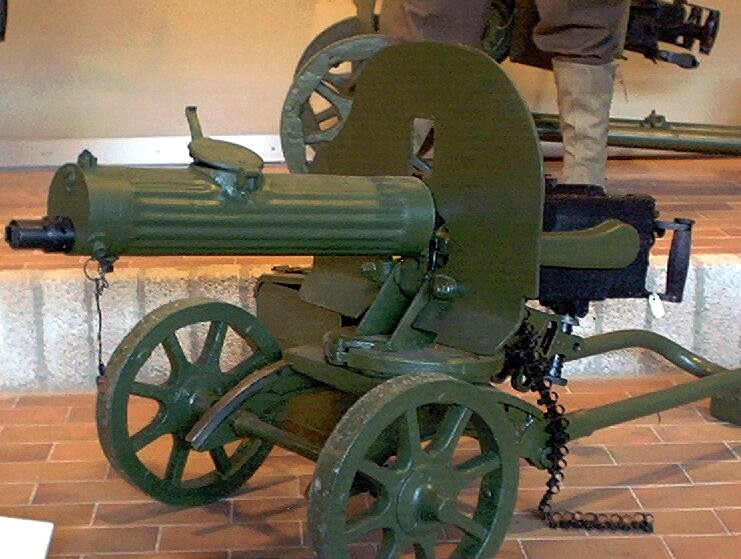
Kulomet Maxim, ruský vzor 1910 na lafetě Sokolova, se štítem a vodním chlazením
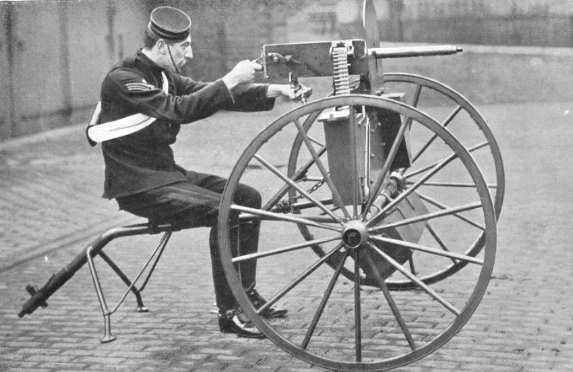
Kulomet Maxim na lafetě Dunonald
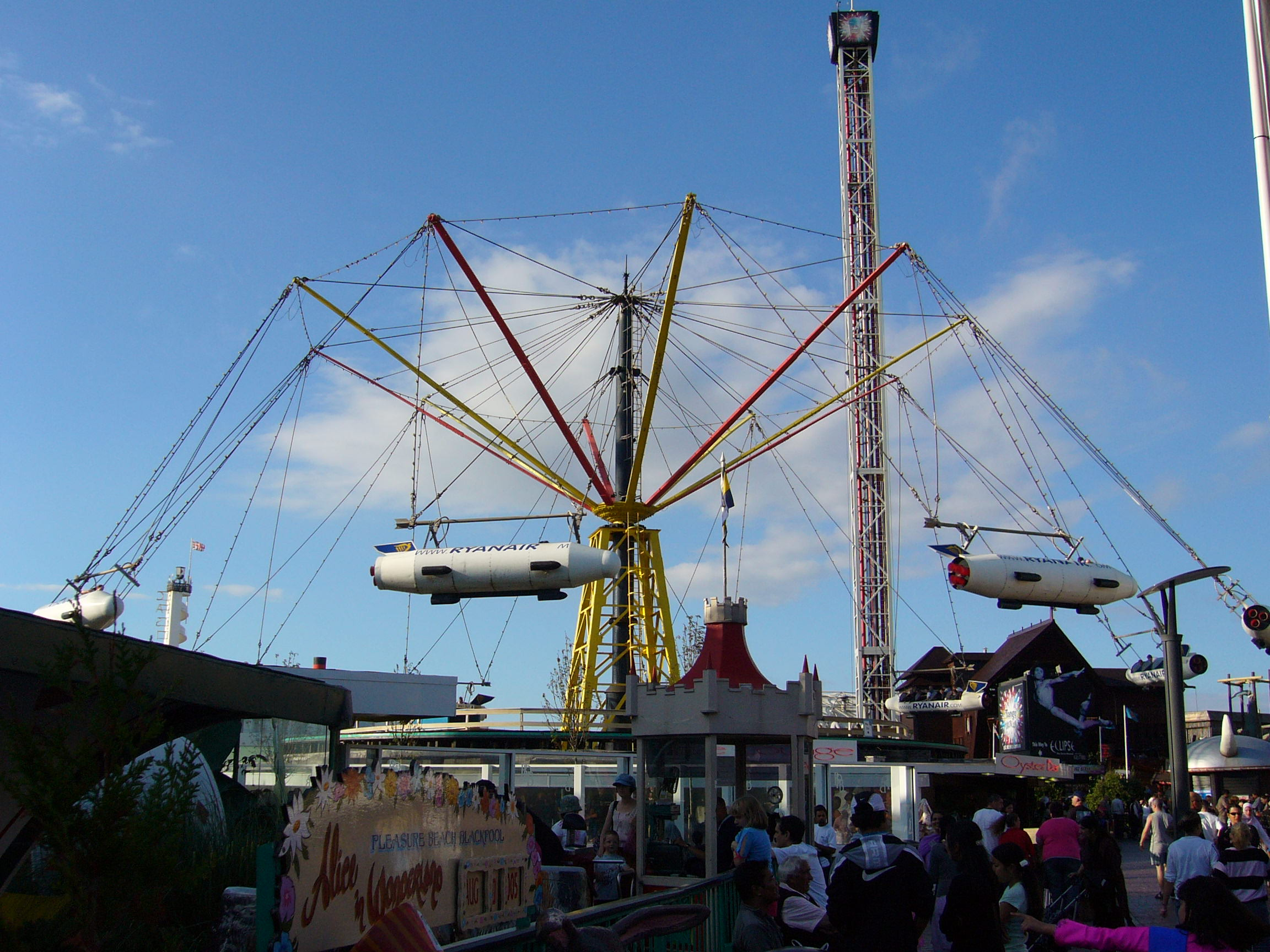
Maximova letadla na pouti
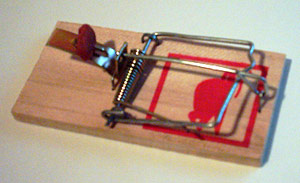
Pastička na myši typu Maxim